# 유노야마온센역
유노야마온센역(일본어: 湯の山温泉駅)은 일본 미에현 미에군 고모노정에 위치한 긴키 닛폰 철도 유노야마 선의 철도역이다. 이 노선의 종착역이며, 역 번호는 K 30이다. 상대식 승강장 2면 2선의 구조를 갖춘 지상역이다.

## 타는 곳
| 1 · 2 | K 유노야마 선 | 고모노 · 욧카이치 · 나고야 · 쓰 · 오사카 · 가시코지마 방면 |

## 이용 현황
| 연도 | 승차 인원 |
| ---- | --------- |
| 1997 | 561       |
| 1998 | 497       |
| 1999 | 467       |
| 2000 | 438       |
| 2001 | 398       |
| 2002 | 370       |
| 2003 | 354       |
| 2004 | 332       |
| 2005 | 346       |
| 2006 | 325       |
| 2007 | 322       |
| 2008 | 332       |
| 2009 | 312       |
| 2010 | 296       |
| 2011 | 287       |
| 2012 | 311       |
| 2013 | 318       |
| 2014 | 305       |
| 2015 | 286       |

## 역 주변
- 국도 제477호선
- 유노야마 온천

## 역사
- 1964년 3월 23일 : 미에 전기 철도의 나카코모노 - 유노야마 간에 신설 개업.
- 1965년 4월 1일 : 회사 합병에 의해 긴키 닛폰 철도의 역이 됨.
- 2007년 4월 1일 : PiTaPa 사용 개시.

## 인접 역
| 긴키 닛폰 철도 유노야마 선       | 긴키 닛폰 철도 유노야마 선 | 긴키 닛폰 철도 유노야마 선 |
| -------------------------------- | -------------------------- | -------------------------- |
| K29 오바네엔 긴테쓰욧카이치 방면 | K 유노야마 선              | 시·종착역                  |